# 董謙吉
董謙吉，字德受，號嵩生，福建福州府閩縣民籍。

## 生平
祖董廷钦（1545—1604），字仲恭，号海门，万历七年己卯科舉人，历任江西抚州金溪县教谕、南京国子博士、广东钦州知州、韶州府同知、肇庆府知府、思明府同知、浔州府知府、湖南岳州府通判、靖江王长史等职。父董養河，字叔会，崇祯末年官兵科给事中。
崇禎三年庚午科舉人，四年（1631年）联捷辛未科進士，刑部观政，歷建寧府儒學教授、國子博士、户部员外郎。奉命督铸湖广，为猾胥所中，事白还职。转陕西副使归。國亡，為僧浙江山寺，縱酒卒。

## 引用
1. ↑  《崇祯四年辛未科三百五十名进士履历》：董谦吉，嵩生，诗一房，戊申七月三十日生。闽县人，庚午六十一，會二百二十三，三甲一百十八名。刑部政，改建宁府授，壬申升國子博士，癸酉养病。丁丑補博士，升户部山东司主事，管新饷，戊寅铸钞，升云南司员外。曾祖伯章。祖廷欽，己卯举人、韶州府同知。父养河，廪生。
2. ↑  《福建通志》